# Chlieviská
Chlieviská (1024 m n. m.) je nejvyšším bodem Žiaru. Nachází se mezi vesnicemi Ondrašová, Abramová a Vrícko na hranicích okresů Martin a Turčianske Teplice (Žilinský kraj). Leží v geomorfologickém podcelku Sokol, nejvyšší části pohoří. Na jihozápadě je hora oddělena sedlem od vrcholu Sokol (1013 m), na severovýchodě dalším sedlem od vrcholu Zniev (985 m). Jihovýchodní svahy spadají k břehům řeky Turiec, severozápadní k břehům říčky Vríca.

## Přístup
Na vrchol nevedou žádné turistické stezky. Přístup je možný po neznačených lesních cestách z okolních obcí nebo po hřebeni od Znievského hradu.